# Rio Curmătura (Bârsa)
O Rio Curmătura é um rio da Romênia, afluente do Râul Mare, localizado no distrito de Braşov.